# Aschach an der Steyr
Aschach an der Steyr là một đô thị thuộc huyện Steyr-Land thuộc bang Oberösterreich, Áo. Đô thị Aschach an der Steyr có diện tích 22 km², dân số thời điểm năm 2006 là 2191 người.